# Olsen-Banden
Olsen-Banden (auch Olsenbanden - Operasjon Egon, deutscher Festivaltitel: Die Olsenbande: Operation Egon) ist der erste Film aus der Filmreihe der Olsenbande (Norwegen). Die norwegische Kriminalkomödie von Knut Bohwim ist eine Neuverfilmung des dänischen Filmes Die Olsenbande aus der Filmreihe zur Olsenbande und hatte in Norwegen ihre Premiere am 11. August 1969 in den Kinos Saga und Soria Moria aus Oslo.

## Handlung

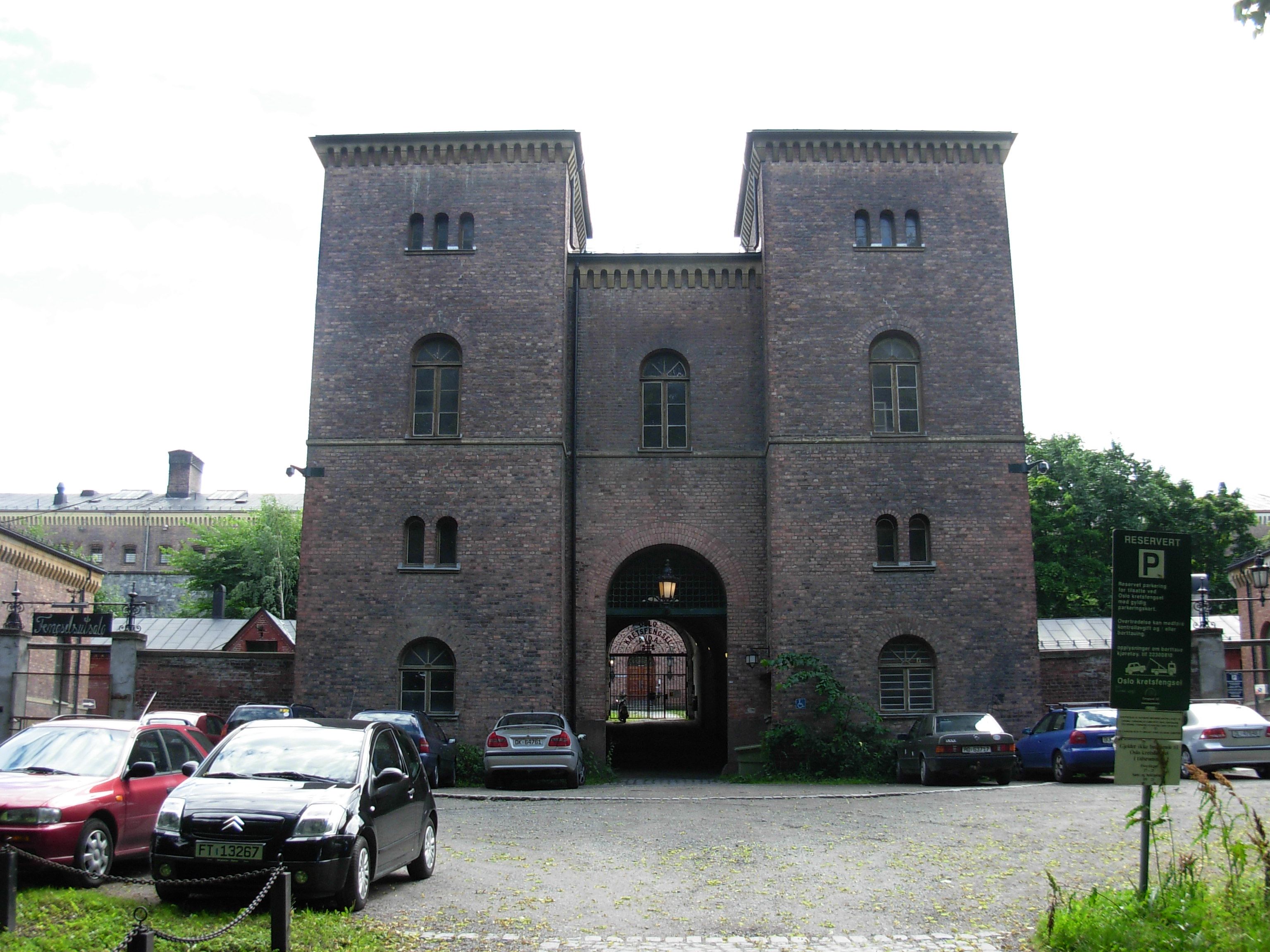
Egon Olsen muss in diesem Film zweimal ins Osloer Staatsgefängnis Botsfengselet einfahren. Auch in den Fortsetzungen der norwegischen Olsenbande-Filme wird das Gefängnis immer wieder zu seinem Domizil.

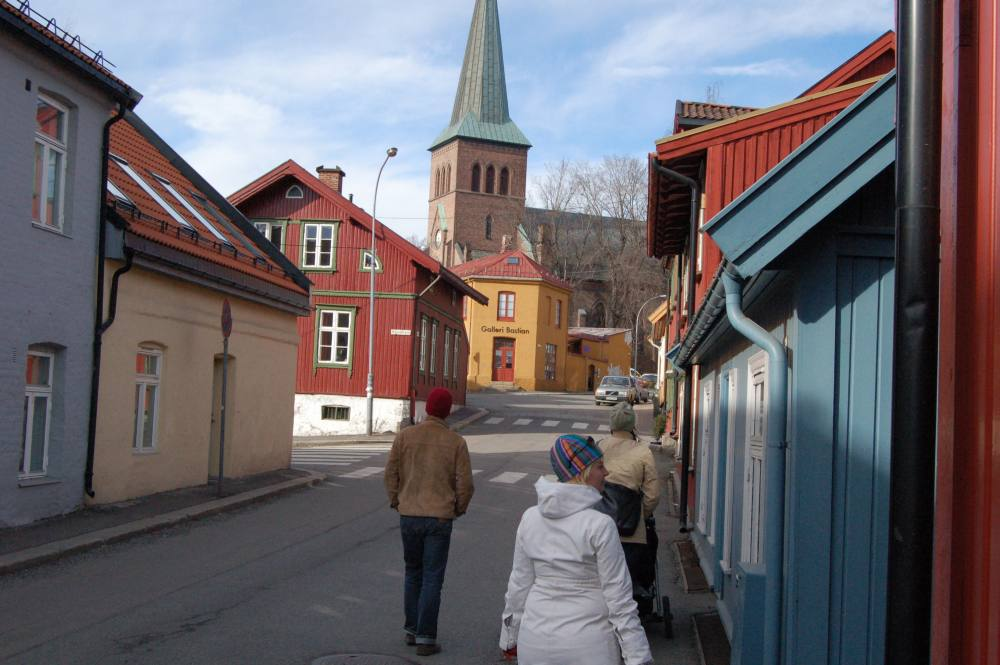
In Kampen bei Oslo an der Normannsgate 44 (das gelbe Haus im Hintergrund) ist im Film das Cafe Lefsa, die Kneipe von Hansen mit angeschlossenem Bordellbetrieb und Treffpunkt der Olsenbande

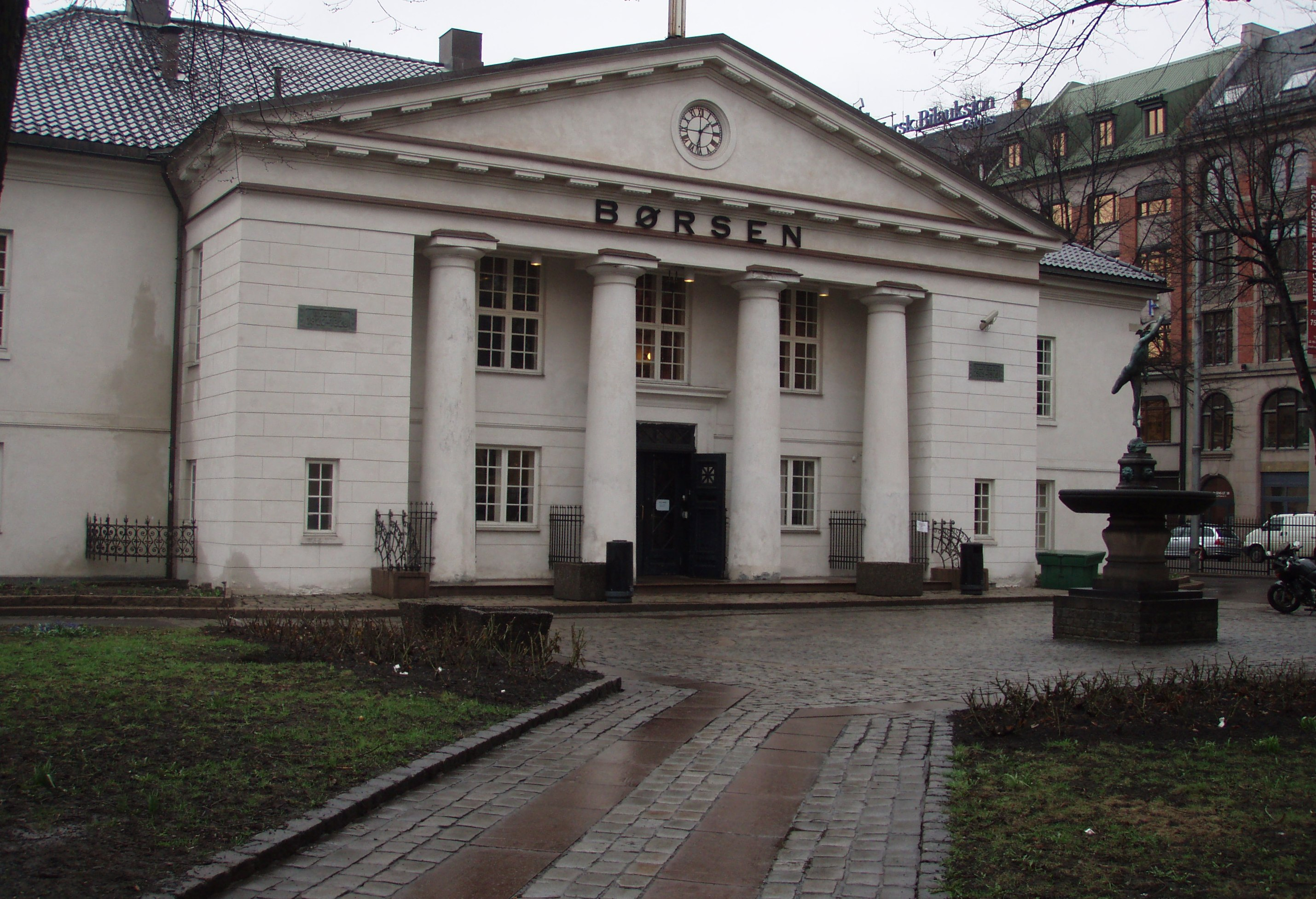
Die Osloer Börse diente in diesem Film als das vermeintliche Kunstmuseum, aus dessen „Deutscher Kunstausstellung“ die Olsenbande den Kaiseraufsatz stiehlt.

Egon Olsen hat schon mehrmals wegen kleiner Delikte im Osloer Staatsgefängnis, dem Botsfengselet, gesessen. Er hat einen Plan für einen neuen Coup, den er – gemeinsam mit Benny und Kjell als die „Olsenbande“ – durchführen möchte. Diesmal soll die Olsenbande gemeinsam in einen Tabakladen in der Osloer Altstadt einbrechen. Es scheint zunächst alles ganz einfach zu sein, bis durch ein Missgeschick die Schaufensterscheibe des Ladens zerbricht und die Alarmanlage ausgelöst wird. Benny und Kjell ergreifen sofort die Flucht, während Egon versucht, als harmloser Spaziergänger auf dem Bürgersteig unauffällig weiter zu schlendern. Beim Eintreffen der Polizei wird er aber dennoch verhaftet und kommt wieder ins Gefängnis.
Nach dem letzten fehlgeschlagenen Einbruch kehrt Bandenchef Egon nach einer Weile von seinem Gefängnisaufenthalt zurück und wird von Benny und Kjell vom Gefängnis abgeholt. Danach fährt die Olsenbande zu ihren üblichen Treffpunkt, dem Cafe Lefsa im Osloer Stadtviertel Kampen, der Kneipe des Wirtes Hansen sowie dem daran angeschlossenen Bordell der Prostituierten Conny. Dort besprechen Egon, Benny und Kjell ihren neuen Plan: Anlässlich einer bayrischen Kulturwoche wird im Osloer Kunstmuseum ein kostbares Exponat, der so genannte Kaiseraufsatz des letzten deutschen Kaisers, aus dem Besitz der Hohenzollern gezeigt; diesen Aufsatz will die Bande stehlen. Der erwartete Geldsegen kommt der Bande sehr gelegen, da Kjell seine fünfköpfige Familie versorgen muss, während Benny sich mit dem Nacktmodell Ulla verlobt hat.
Die Bande macht sich nun eifrig an die Vorbereitungen des Raubes, obwohl Hermansen den Kaiseraufsatz sehr diensteifrig bewacht (wobei er sich allerdings öfter selbst im Weg steht) und das Museum mit modernsten Sicherheitseinrichtungen ausgestattet ist. Bei dem Diebstahl ist die ganze Olsenbande und Kjells Sohn Basse beteiligt, der den Alarm auslöst, damit das Prunkstück in den unterirdischen Schutzraum verschwindet, wo es sich die Bande dann holt. Auch die Puffmutter des Etablissement Cafe Lefsa kommt mit ihrem Einsatzfahrzeug mit der Aufschrift Dag og Natt (Tag und Nacht) zu Hilfe. Sie lenkt Hermansen mittels einer fabrizierten Fehlzündung ihres Fahrzeuges von der Sprengung ab. Schließlich läuft alles nach Plan und der Diebstahl glückt. Benny verliert aber durch ein Missgeschick bei seiner Flucht im unterirdischen Museumsschutzraum ein Foto von seiner Freundin, dem Nackt-Modell Ulla, wodurch Hermansen später der Olsenbande auf die Schliche kommt.
Nach dem erfolgreichen Raub macht sich die Bande in Bennys Wagen zum Osloer Flughafen, wo Valborg mit den Kindern sowie Ulla schon warten. Alle wollen zusammen nach Mallorca reisen, um die Flucht der Bande als Ferienreise zu tarnen. Unterwegs bleibt der Wagen jedoch aus Benzinmangel plötzlich liegen. Bei einer darauf folgenden Polizeikontrolle wird Bennys Fahrzeug aber wegen gravierender technischer Mängel von der Polizei abgeschleppt – mitsamt dem darin versteckten Kaiseraufsatz.
Bei Nacht gelingt es Egon, Benny und Kjell jedoch, den Kaiseraufsatz vom Polizeiparkplatz sich wieder zu holen. Sie verstecken ihn im Kinderwagen von Kjells jüngstem Kind – was sich als problematisch erweist, da Valborg nach einem Streit mit ihrem Mann zu ihrer Mutter aufbricht und dabei die Kinder samt Wagen mitnimmt. Die Olsenbande macht sich auf den Weg, um sie aufzuhalten. Hermansen folgt ihr, da er ein Foto von Benny und Ulla gefunden hat, das die Olsenbande während des Raubes im Museum verloren hatte. Es folgt eine chaotische Verfolgungsjagd durchs ländliche Norwegen, bei der die Bande mehrmals das Verkehrsmittel wechseln muss (darunter zweimal wegen Benzinmangels), indem sie jedes Mal ein anderes Fahrzeug stiehlt. Die Damen des Etablissements Cafe Lefsa müssen der Olsenbande ebenso mit ihrem Einsatzfahrzeug aus der Patsche helfen. Sie lenken die verfolgende Polizei ab und stellen gleichzeitig der Olsenbande ihren Wagen zur Flucht zur Verfügung. Kriminalkommissar Hermansen gibt aber nicht auf, er bleibt der Olsenbande weiterhin hartnäckig auf den Fersen. Die Gauner können ihn aber auf ihrer Flucht mehrmals austricksen. Bei der weiteren Flucht mit einer darauf folgenden abenteuerlichen Eisenbahnfahrt setzen sie zum Schluss mit einem abgehängten Waggon Hermansens Polizei-VW Käfer außer Gefecht. Die Bande stiehlt sich einen Laster, den Hermansen aber ebenfalls weiter verfolgt. Nachdem sie Hermansen wieder abgehängt haben, stellt die Olsenbande fest, dass ihr Kinderwagen mit den mutmaßlichen Prunkstück leer ist. Die Olsenbande ist verzweifelt und Benny und Kjell geben auf Grund der verfahrenen Situation auf. Wenig später werden sie von ihren Partnerinnen unterwegs aufgelesen und kehren nach Hause zurück. Das Rätsel klärt sich auf: Kjells ältester Sohn Birger, der von Verbrechen nichts hält, hat den Kaiseraufsatz an sich genommen, gibt ihn bei der Polizei ab und kassiert dabei einen kleinen Finderlohn. Egon Olsen fährt nun allein mit dem gestohlenen LKW weiter zu einer Fähre.
Durch seine Misserfolge und seine eigentümlich klingenden Abenteuer gerät Hermansen bei seinen Chef in Misskredit. Der Polizeichef lässt ihn durch einen Dorfpolizisten auf einer kleinen Polizeistation festsetzen. Als Hermansen gerade allein dort ist, ruft ein aufmerksamer Bürger an, weil jemand namens Olsen ihm einen wahrscheinlich gestohlenen Laster verkaufen wolle, um so das Geld für eine Fährüberfahrt zu bekommen. Der in Ungnade gefallene Polizeibeamte bricht daraufhin aus der Polizeistation aus und stiehlt das Auto seines Polizeichefs, um Egon weiter zu verfolgen. Hermansen wird nun daraufhin wiederum von dem Dorfpolizisten verfolgt, bekommt an der Anlegestelle der Fähre sein Auto nicht mehr zum Stehen und fährt mit voller Geschwindigkeit ins Wasser. Egon wird allerdings erneut verhaftet und Hermansen zum einfachen Streifendienst degradiert.
Als Egon wieder aus der Haft entlassen wird, holen ihn Benny und Kjell mit ihren neuen Nachwuchs vom Gefängnis ab. Als sie sich später im Osloer Stadtzentrum als illegale Bananen-Straßenhändler versuchen, werden sie von ihren speziellen Freund und jetzigen Straßenpolizisten Hermansen überrascht. Die Olsenbande kann aber rechtzeitig mit ihrem Bananen-Handkarren entkommen, während Hermansen auf einer Bananenschale ausrutscht.

## Entstehungsgeschichte
Zuerst wurde in Dänemark der erste Olsenbandenfilm Die Olsenbande gedreht, bevor er später in Norwegen neu verfilmt wurde. Nach dem dortigen Erfolg des Remakes wurde später die ganze Filmreihe adaptiert. Die ursprüngliche Idee, eine Komödie über das Alltagsleben einer Ganovenbande zu drehen, deren Alltag genauso wie der jedes anderen Menschen aussehen sollte und die ihre kriminellen Aktivitäten wie einen ganz normalen Beruf ausüben, kam daher zuerst aus Dänemark, was den dänischen Drehbuchautor Henning Bahs über mehrere Jahre beschäftigte. Nachdem er gemeinsam mit Erik Balling mehrere Filme mit Morten Grunwald, Ove Sprogøe und Poul Bundgaard gedreht hatte, wie 1965 Kaliber 7,65 – Diebesgrüße aus Kopenhagen (Sla først, Frede); 1966 Slap af, Frede und 1967 Martha, verfassten sie schließlich das Drehbuch für Die Olsenbande. Der Name der Hauptfigur „Egon Olsen“ war eine Idee von Bahs' Sohn, die Namensähnlichkeit mit Ole Olsen, dem Begründer der Nordisk Film A/S, ist zufällig. Der Arbeitstitel für den Film lautete Perlemorderne. Nach Einschätzung des norwegischen Drehbuchautor und Regisseurs Knut Bohwim hätte der erste dänische Film „Die Olsenbande“ in Norwegen keinen Erfolg erzielen können wegen z. B. der häufigen Verwendung von Nationalsymbolen wie dem Dannebrog und dem starken Bezug zu Kopenhagen und Dänemark. Bohwim entschied sich daraufhin, diese Filme mit beliebten norwegischen Schauspielern durch seine 1964 mitgegründete Filmgesellschaft Teamfilm AS als Remake neu drehen zu lassen. Er passte die Vorlagen so gut an die nationalen Gegebenheiten an, dass die Neuverfilmungen in Norwegen mit großer Begeisterung aufgenommen und somit zum größten Erfolg Bohwims wurden. Rollennamen, Handlungsorte und Nationalsymbole wurden dafür „norwegisiert“ und der Handlungsort von Kopenhagen nach Oslo verlegt.

## Bedeutung
Auch der erste Film der norwegischen Olsenbande unterscheidet sich zum Teil erheblich von seinen Nachfolgern. Nicht nur, dass Kjell in diesem Film drei Kinder hat, sondern auch die regelmäßigen Bordellbesuche der Bande sowie die Tatsache, dass Kjell und Valborg hier noch in der Osloer Altstadt im entsprechenden Milieu wohnten, verleiht diesem Film ein anderes Flair als das der folgenden.

## Kritiken
„Gelungene Farce – Das reinste Vergnügen, von Anfang bis Ende. Wieder einmal stellte der Stab von Teamfilm A/S unter Beweis, dass er Farcen zu machen versteht. Die neuste Produktion der Gesellschaft beruht diesmal jedoch auf einem ‚importierten‘ Drehbuch – das die Dänen schon vor einen Jahr vor Kamera hatten. […] Die Regie zeigt ein Gespür für Tempo und Rhythmus. […] Der größte Treffer ist, filmisch gesehen, die Eröffnungsszene – köstlicher Ton-‚Gag‘, der von den drei Hauptdarstellern vortrefflich ausgeführt wird.“